# Drago Bosiljevac
Drago Bosiljevac (Sarajevo, 11. kolovoza 1894. – Split, 2. rujna 1935.) je hrvatski i bosanskohercegovački putopisac. Školovao se u Sarajevu, Hvaru, Kotoru i Zagrebu i postao svećenik. Dvadesetih godina otišao u Južnu Ameriku kao misionar. Vrativši se u Split, napisao i objavio djelo Po Južnoj Americi. Osim njega, u sarajevskom Katoličkom tjedniku objavio je u nastavcima svoja Nedjeljnja razmatranja. Danas njegovo ime nosi Dom socijalne skrbi u Supetru.
Na njegovo formiranje mnogo je utjecala škola biskupa Mihe Pušića.

## Djela
- Po Južnoj Americi (1928.)

## Vanjske poveznice
- [neaktivna poveznica]